# 5136 Baggaley
5136 Baggaley eller 1990 UG2 är en asteroid i huvudbältet som upptäcktes den 20 oktober 1990 av den australiensiske astronomen Robert H. McNaught vid Siding Spring-observatoriet. Den är uppkallad efter W. Jack Baggaley.
Asteroiden har en diameter på ungefär 13 kilometer och den tillhör asteroidgruppen Eos.